# Internationellt vatten

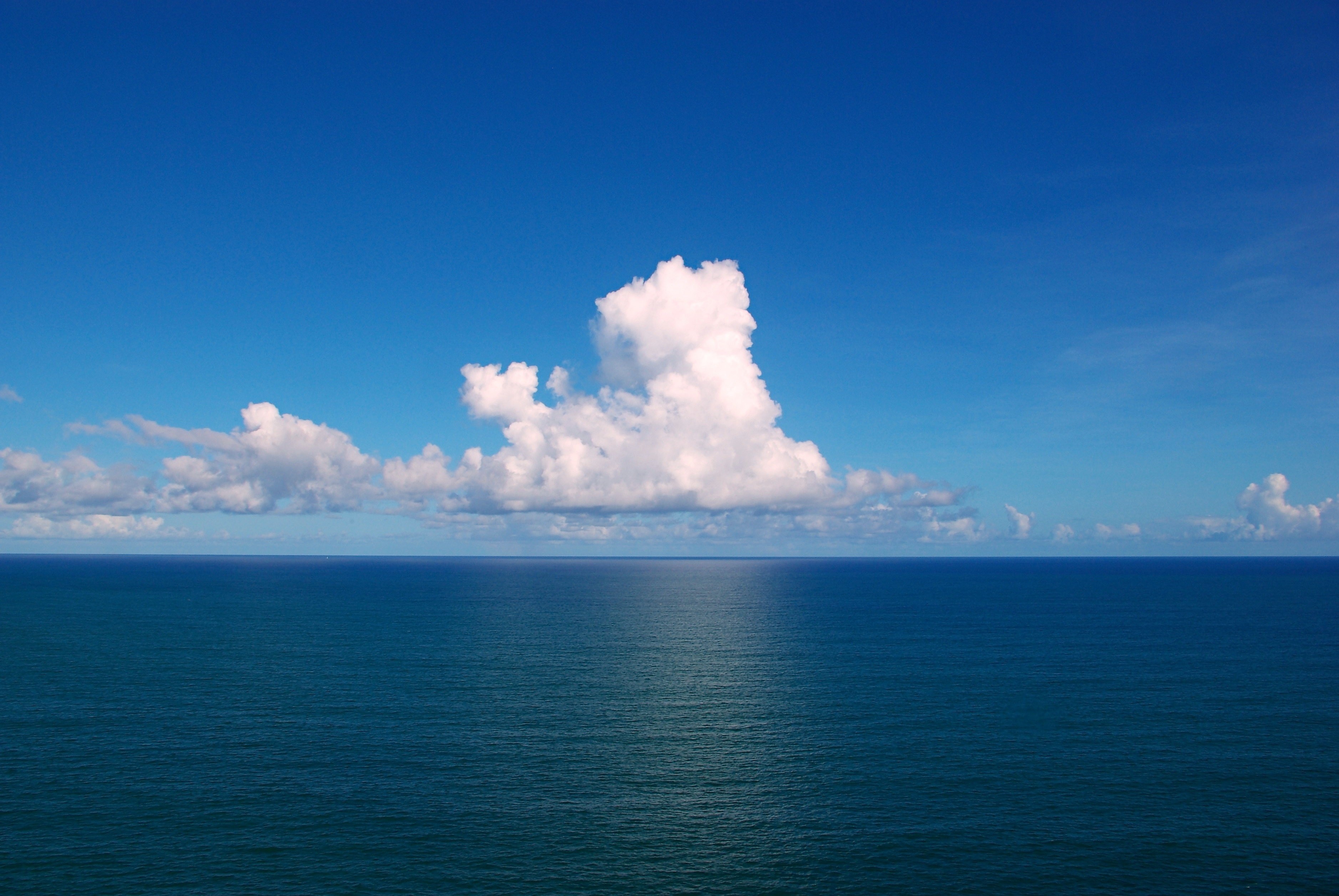
Atlanten har sedan sent 1400-tal varit en internationellt viktig handels- och sjöfartsled.

Karta över ekonomiska zoner.

Internationellt vatten kallas vattenområden som inte ingår i någon stats territorialvatten. Där gäller därför inga nationella lagar, vilket har utnyttjats för bland annat piratradiosändningar och medvetna oljeutsläpp. Sedan 1800-talet har man dock genom internationella avtal och överenskommelser reglerat även vad man får göra och inte göra på internationellt vatten. Ombord på fartyg gäller i princip flaggstatens lagar, avseende till exempel brott och beskattning.
När det gäller utnyttjande av ekonomiska resurser, som fisk och olja, finns det ekonomiska zoner som sträcker ett gott stycke (200 sjömil (370 kilometer) från land) utanför territorialvattnen, där ett land per zon har rätt till utnyttjande och att styra över kvoter.

### Fotnoter
1. ↑  ”Färre oljeutsläpp utmed kusten”. Sveriges radio. 7 november 2005. http://sverigesradio.se/sida/artikel.aspx?programid=86&artikel=728721. Läst 1 november 2015.